# آنتیوچ (کالیفرنیا)
آنتیوچ (به انگلیسی: Antioch) شهری در شهرستان کنترا کوستا ایالت کالیفرنیا است که در سرشماری سال ۲۰۱۰ میلادی، ۱۰۲۳۷۲ نفر جمعیت داشته‌است.

## نگارخانه

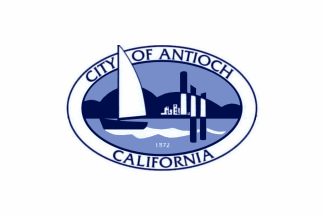
پرچم آنتیوچ

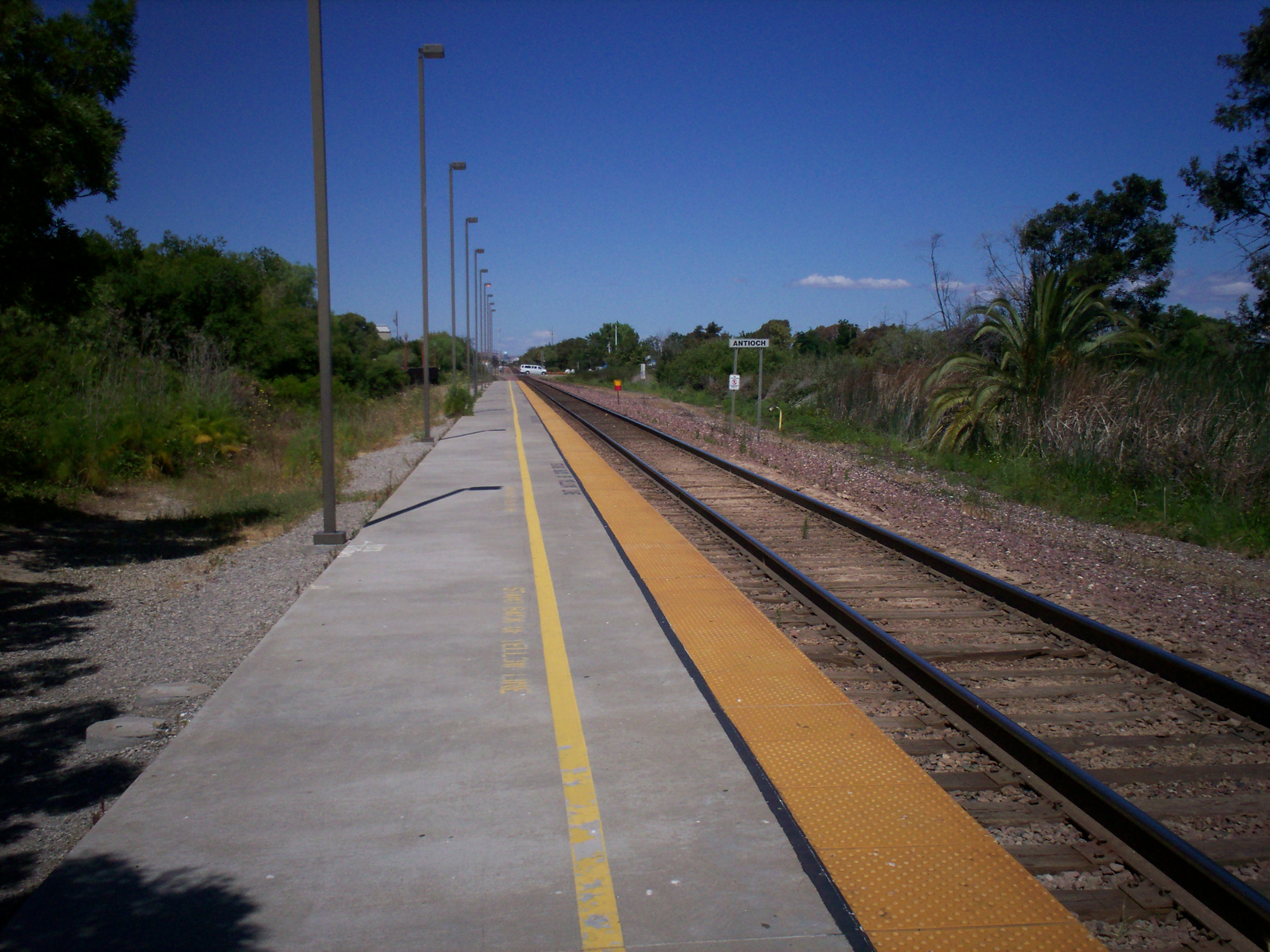
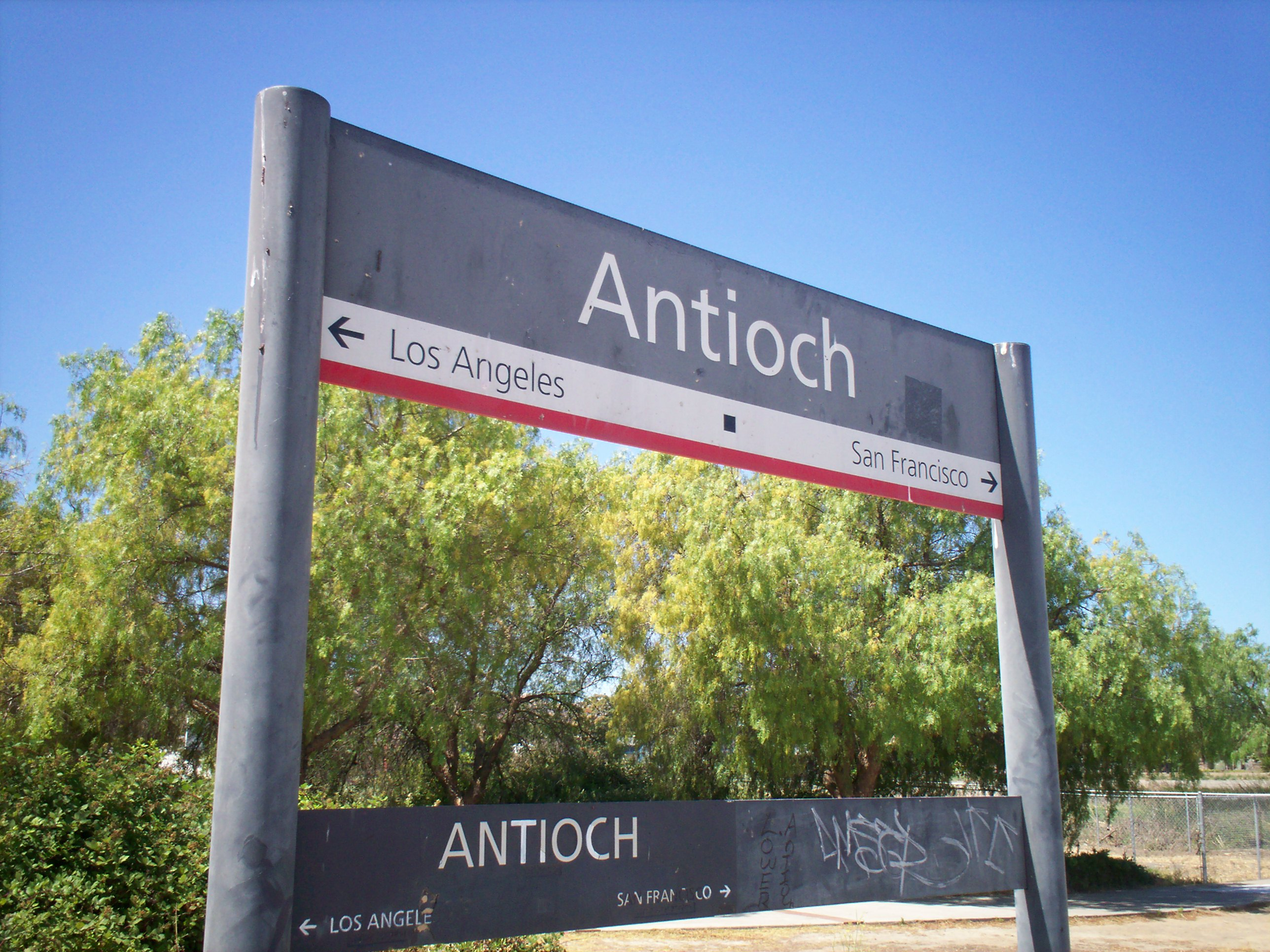